# Fable (Computerspiel, 1996)
Fable ist ein Adventure von Simbiosis Interactive aus dem Jahr 1996. Es ist die einzige Veröffentlichung dieses Entwicklungsstudios und wurde in Deutschland von Telstar Electronic Studios, in Nordamerika von Sir-Tech veröffentlicht.

## Beschreibung
In der Fantasywelt Balkhane lebte und herrschte einst das mächtige Volk der Mecubarz über sämtliche Völker, darunter die Menschen. Doch der machthungrige Ishmael versuchten sie mit Hilfe von drei Verbündeten zu stürzen und die Macht selbst an sich zu reißen. Aus Wut über diese Intrige sperrten die Mecubarz die Kräfte der Jahreszeiten in vier magische Kristalle, die sie über das Land verstreuten, bewacht von den zu Monstern mutierten Usurpatoren. Seither leidet die Welt unter dem Ausbleiben der Jahreszeiten und den dadurch verursachten Extrembedingungen. Der junge Protagonist Quickthorpe wird an seinem 20. Geburtstag von seinem Dorfältesten ausgesandt, die vier Kristalle aufzuspüren und so die natürliche Ordnung wiederherzustellen. Quickthorpe bereist dazu in linearer Erzählreihenfolge die vier Elementarregionen (Eis, Nebel, Wasser, Feuer), um dort jeweils einen der Edelsteine von seinem Bewacher zu erlangen. Über ein Point-&-Click-Interface wird die Hauptfigur vor im Comicstil gezeichneten Hintergründen gesteuert. Genreüblich gilt es dabei Dialog- und Gegenstandsrätsel zu lösen, wobei das Spiel neben der ernsten Erzählung auch viele humoristische Einschläge hat. Anders als in zeitgenössischen Adventures muss der Spieler auf Games Overs durch das Ableben der Spielfigur achten, kann aber jederzeit frei speichern. 
Die US-Version des Spiels besitzt im Vergleich zur UK-Version auf Bitten des Publishers Sir-Tech ein alternatives Ende, da die ursprüngliche Auflösung der Erzählung als zu düster und unbefriedigend betrachtet wurde. Das Spiel wurde vollständig ins Deutsche übersetzt und synchronisiert.

## Rezeption
Das Spiel erhielt gemischte Kritiken.

„Telstars erstes Adventure bietet solide Arbeit mit kleinen Mängeln, ist aber technisch wie von der Story her ein wenig hinter er Zeit, wirkt streckenweise uninspiriert und bietet dadurch selten mehr als Durchschnittskost. Es fehlt mir ein wenig der zündende Funkte, das packende Moment, die Identifikation mit einem Helden, der so lebendig wirkt, daß man vergißt, daß er ein Sprite ist.“

“All that said and done, should you buy Fable? If you're a fan of graphic point-and-click adventures looking for a mildly entertaining, two-day diversion and you see Fable on the remainder rack, sure. Enjoy the eye-candy and problem solving, and perhaps a few yuks at the inappropriate jokes, but don't expect much else.”

„Schlussendlich, solltet ihr Fable kaufen? Wenn ihr Fans von grafischen Point-and-Click-Adventures auf der Suche nach einer mäßig unterhaltsamen, zweitägigen Ablenkung seid und Fable bei den Restposten entdeckt, dann ja. Genießt die hübsche Optik und die Rätsel, vielleicht sogar ein paar Lacher über unangemessene Witzchen, aber erwartet nicht viel mehr.“

Kritisiert wurde unter anderem von der PC Games die zahlreichen Möglichkeiten der Spielfigur, im Verlauf des Spiels zu sterben, weil es den Spielfluss hemme.

„Diese aufgezwungene Übervorsichtigkeit macht es dem Spieler schwer, das an sich recht amüsante Spiel richtig zu genießen. Nicht mal die harmloseste Miezekatze darf Quickthorpe herzen, ohne gleich sein Ableben zu riskieren. Wenn sie damit leben können, ist das Votum eindeutig: Neben dem vergleichbaren Simon the Sorcerer 2 gehört Fable sicherlich zu den schönsten Fantasy-Adventures.“